# Przysłopek (szczyt)
Przysłopek – niewybitny szczyt w Gorcach (1123 m n.p.m.). Znajduje się w grzbiecie pomiędzy przełęczą Borek (1009 m) a Kudłoniem (1276 m). Jego południowy stok opada do doliny Kamienicy, zachodni do jej dopływu, potoku Kania, północno-wschodni do doliny potoku Konina. Stokami Przysłopka ponad korytem Koniny wykonano dobrą, brukowaną drogę, dawniej używaną do zwózki drzewa. Obecnie, gdy obszar ten włączony został do Gorczańskiego Parku Narodowego, droga ta straciła swoje znaczenie.
Na wschodnich zboczach Przysłopka znajduje się polana Przysłopek, przez którą prowadzi szlak turystyczny.
Przysłopek znajduje się w granicach miejscowości Poręba Wielka w województwie małopolskim, w powiecie limanowskim, w gminie Niedźwiedź.

## Szlak turystyczny
przełęcz Przysłop – Pod Jaworzynką – Podskały – Adamówka – Gorc Troszacki – Kudłoń – Pustak – polana Przysłopek – Przysłopek – przełęcz Borek – Hala Turbacz – Turbacz. Odległość 11,4 km, suma podejść 810 m, suma zejść 470 m, czas przejścia 3 godz. 35 min, z powrotem 3 godz.